# Modellmix
Der Modellmix beschreibt die Zusammenstellung eines Produktionsprogrammes aus unterschiedlichen Modellen bzw. Produktvarianten.
Werden in der Produktion auf ein und denselben Maschinen oder auf einem Fließband unterschiedliche Produkte oder Produktvarianten gefertigt, dann soll die Festlegung eines Modellmixes dafür sorgen, das die Gesamtproduktion effizient und wirtschaftlich abläuft.